# Camille (1921)
Camille is een Amerikaanse stomme film uit 1921 onder regie van Ray C. Smallwood. De film is gebaseerd op een boek van Alexandre Dumas fils.

## Verhaal
Armand is een jonge student die rechten studeert. Hij wordt verleid door de courtisane Marguerite. Marguerite wordt constant omringd door kandidaten, die zij in haar appartement vermaakt. Ze is onlangs erg ziek geworden en blijkt tuberculose te hebben.
De twee krijgen een relatie en lijken gelukkig te zijn. Echter, Armands vader vindt het een schande dat zijn zoon een relatie heeft met een courtisane en probeert Marguerite te overhalen om de relatie te verbreken. Ze doet wat hij zegt en laat een briefje achter waarin ze het uitmaakt.
Armand is gebroken en wordt niet veel later woedend. Hij krijgt nu een relatie met de courtisane Olympe en treft opnieuw Marguerite aan. Hij kraakt haar publiekelijk af.
Marguerite stopt niet veel later met haar carrière als courtisane, maar krijgt nu grote geldproblemen. Al haar spullen worden van haar afgenomen en ze sterft aan haar tuberculose.

## Rolverdeling
| Acteur            | Personage          |
| ----------------- | ------------------ |
| Rudolph Valentino | Armand Duval       |
| Alla Nazimova     | Marguerite Gautier |
| Rex Cherryman     | Gaston Rieux       |
| Arthur Hoyt       | Graaf de Varville  |
| Zeffie Tilbury    | Prudence           |
| Patsy Ruth Miller | Nichette           |